# Suctobelbila transrugosa
Suctobelbila transrugosa är en kvalsterart som beskrevs av Sandór Mahunka 1986. Suctobelbila transrugosa ingår i släktet Suctobelbila och familjen Suctobelbidae. Inga underarter finns listade i Catalogue of Life.